# ジェニエーレ (駆逐艦)
ジェニエーレ（Geniere、「工兵」の意）はイタリア王立海軍の駆逐艦。

## 艦歴
第二次世界大戦のはじめ、ジェニエーレは同型艦のアヴィエーレ、アルティリエーレおよびカミチア・ネーラとともに第11駆逐艦部隊を形成していた。
1940年6月11日に第11駆逐艦部隊の他の同型艦、第12駆逐艦部隊（アスカリ、ランチエーレ、カラビニエーレ、コラッツィエーレ）、第3巡洋艦分隊（重巡洋艦トレント、ポーラ、ボルツァーノ）および第7巡洋艦分隊（軽巡洋艦ムツィオ・アッテンドーロおよびエマヌエレ・フィリベルト・デュカ・ダオスタ）とともにシチリア海峡での哨戒任務に出撃し、翌日は第3巡洋艦分隊および他の駆逐艦とともに偵察で目撃された英巡洋艦の発見に努めたが失敗した。
6月19日に第11駆逐艦部隊の他の3艦とともにアウグスタからリビアのベンガジへ補給物資を輸送を行い、翌日到着した。
7月7日1545時に専門部隊と第3巡洋艦分隊（トレントおよびボルツァーノ）はメッシーナを出航し、第2艦隊の他の艦艇（重巡洋艦ポーラ、第1、第2および第7巡洋艦分隊の計9隻の駆逐艦部隊および第9、第10、第12および第13駆逐艦艦隊）に加わってリビアへの輸送任務を務めた後に、第1艦隊に加わって7月9日のカラブリア沖海戦に参加した。この衝突でのイタリア艦隊の撤退中に、第11駆逐艦部隊は1615時にイギリス艦艇を発見して攻撃を開始し、1620時にアルティリエーレが張った煙幕から出て10,800m以内に近づき、他の3艦ともども魚雷攻撃を発射したが（戦艦に対して7発、巡洋艦に対して3発の合計10発の魚雷を発射した）命中しなかった。
10月6日の朝、姉妹艦3隻とともにリビアに向かう航路で2隻の商船と4隻の駆逐艦を目視した第3巡洋艦分隊（トレント、トリエステ、ボルツァーノ）に合流し、"CV"作戦を実行するのを支援するためにメッシーナを離れたが、イギリスの戦艦を目視したのちに全艦艇が帰港した。
1940年10月11日から12日にかけての夜、ジョヴァンニ・ボネッティ中佐の指揮の下、第11部隊の僚艦3隻及び第1部隊の水雷艇（アルチオーネ、アイローネ、アリエル）を伴ってマルタ島東海域に、当海域にいるはずの英艦を探す哨戒任務に派遣された。10月12日の夜の早い時間に、第1部隊の水雷艇3艇がマルタへの船団護衛の後でアレクサンドリアへ帰投中のイギリス海軍の大船団の一部である軽巡洋艦エイジャックスを攻撃し、混乱した対決の後にアイローネとアリエルが沈没したが、エイジャックスの損害は軽微だった。攻撃に先立って、0137時に水雷艇は探知信号を送ったが、これは第11駆逐艦部隊の艦艇ごとにことなる時刻に受信され、アヴィエーレ、アルティリエーレおよびカミチア・ネラがエイジャックスから攻撃された結果、ジェニエーレが敵艦を発見できない間にアルティリエーレ（その後、総員退艦して英巡洋艦ヨークによって沈められた）とアヴィエーレが深刻な損害を負い、夜明け直後に損傷を受けたアヴィエーレと遭遇してアウグスタへ護送した。
1941年2月23日1900時に同艦はアンカラ、マールブルク、ライヒェンフェルス、キブフェルスからトリポリへ向かう商船を護送するためにアヴィエーレ、、駆逐艦アントーニオ・ダ・ノーリおよび水雷艇カストーレとともにナポリから出航した。
3月12日から13日にかけて、駆逐艦フォルゴーレ（パレルモから出航し、後から合流した）、カミチア・ネーラとともに、ナポリからトリポリへと向かう兵員輸送船コンテ・ロッソ、マルコ・ポーロ、ビクトリアからなる輸送船団の間接護衛任務を務めた。
4月14日にトリポリへ向かう蒸気船アリカンテ、サンタ・フェ、マリツァ、プローチダを駆逐艦グレカーレ、アヴィエーレ、カミチア・ネーラ、水雷艇プレイアディとともに護衛するためにナポリを出航し、イギリス艦の攻撃を避けるために17日から4月18日の8時までパレルモで停泊したのちに護送船団は航海を続け、リビアの港には20日に到着した。
5月11日に商船プロイセン、ヴァハテル、エルネスト、テンビエン、ジュリア、コル・ディ・ラーナおよび駆逐艦ダルド、アヴィエーレ、グレカーレ、シロッコ、カミチア・ネーラからなる護送船団を護衛してナポリを出航し、14日にトリポリに到着した。
6月3日に駆逐艦ダルド、アヴィエーレ、カミチア・ネーラおよび水雷艇ミッソーリに護衛される商船アキタニア、カファーロ、ニルヴォ、モンテッロ、ベアトリーチェ・コスタおよび油槽船ポツァリカからなる「アキタニア」護送船団の一部としてナポリ・トリポリ間を航海し、6月4日にケルケナ諸島の沖合約30kmで航空機からの攻撃を受け、モンテッロが被弾して誰も脱出できないうちに爆発し、ベアトリーチェ・コスタも航行不能となる損害受けてカミチア・ネーラによって沈没させられた。
6月25日、駆逐艦ジョベルティ、アヴィエーレおよびダ・ノーリとともに、兵員輸送船エスペリア、マルコ・ポーロ、ネプチュニア、オケアニアを護衛するためにナポリを出航し（巡洋艦トリエステ、ゴリツィアおよび駆逐艦アスカリ、コラッツィエーレ、カラビニエールが間接的に護衛した）、27日にターラントに停泊したあとで、数回の航空攻撃（エスペリアが軽微な損傷を負った）があったにもかかわらず29日にトリポリに到着した。
7月16日から18日にかけて、駆逐艦ジョベルティ、ランチエーレ、オリアーニおよび水雷艇チェンタウロとともに、ターラント・トリポリ航路で兵員輸送船マルコ・ポーロ、ネプチュニアおよびオケアニアからなる船団を護衛し（巡洋艦トリエステとボルツァーノ、駆逐艦カラビニエーリ、アスカリおよびコラッツィエールによる間接護衛も配備された）、オケアニアに向けられて英潜水艦アンバートンによる攻撃も回避して、全ての船舶は無傷で目的地に到着した。
8月4日、蒸気船ニータ、アキタニア、エルネスト、ニルヴォおよびカステルヴェルデに内燃機タンカーのポツァリカを加えた船団を護衛してナポリを出航し（残りの護衛は駆逐艦ジョベルティ、アヴィエーレ、オリアーニ、カミチア・ネーラおよび水雷艇カリオペー）、8月6日にカミチア・ネーラとカリオペーが援護したにもかかわらずニータがイギリス空軍830スコードロンの航空機から攻撃されて北緯35度15分、東経12度17分で沈没したが、船団の他の船舶は目的地に翌日到着した。
その年のうちに改造工事が行われ、照明弾発射砲が5門目の120mm砲に置き換えられた。
11月21日0810時、リビアへの2組の船団を間接的に護衛するためにカミチア・ネーラ、アヴィエーレ、コレッツィエーレ、カラビニエーレおよび巡洋艦ガリバルディ、ドゥーカ・デッリ・アブルッツィとともにナポリを出航した。
作戦は航空および水中攻撃（ドゥーカ・デッリ・アブルッツィおよび重巡洋艦トリエステが深刻な損害を受けた）によって失敗し、ジェニエーレはターラントへの帰港に際して内燃機船ナポリおよびヴェットル・ピサーニを護衛した。
12月13日に駆逐艦カラビニエーレおよびコラッツィエーレとともにトラントを出航し、M41作戦（商船6、駆逐艦1、水雷艇1を含むリビアへの3船団）に合流したが、2隻の輸送船（ファビオ・フィルツィとカルロ・デル・グレコ）が沈められ、戦艦ヴィットリオ・ヴェネトが深刻な損傷を受けた潜水艦からの攻撃によって打撃を受け、ジェニエーレは駆逐艦ヴィヴァルディ、ダ・ノーリ、アヴィエーレ、カラビニエーレ、カミチア・ネーラおよび水雷艇リンス、アレテューサとともにターラントにもどるヴィットリオ・ヴェネトを護衛するために出向いた。
1942年1月3日1850時に、カラビニエーレ、アルピーノ、アスカリ、ピガフェッタ、アヴィエーレ、ダ・ノーリおよびカミチア・ネラ、重巡洋艦トレント、ゴリツィアおよび戦艦リットリオ、チェザーレおよびドーリアとともにM43作戦（リビアへの商船6、駆逐艦5、水雷艇5からなる3船団）の間接護衛のためにトラントを出航した。
1月22日に駆逐艦ヴィヴァルディ、マロチェッロ、ダ・ノーリ、アヴィエーレ、カミチア・ネラおよび水雷艇オルサ、カストーレとともに、T18作戦（合計で物資15,000トン、戦車97両、車両271両および人員1,467名を輸送するためにトロントを出航した兵員輸送船ヴィクトリア、メッシーナを出航した貨物船ラヴェッロ、モンヴィーゾ、モンジネヴロ、ヴェットル・ピサーニからなる船団）の直接護衛を担当し、23日に航行中のヴィクトリアが雷撃機による2本の魚雷攻撃によって航行不能となった後に撃沈されたが（乗員1,455名のうち1,064名は救助された）、他の船舶は目的地に到着した。
2月21日16時に駆逐艦アスカリ、アヴィエーレ、カミチア・ネラおよび戦艦ドゥイリオとともにターラントを出航し、K7作戦（貨物船5、油槽船1、駆逐艦10、水雷艇10からなるトリポリを目指した2つの船団）を間接的に護衛した。
3月の7日から10日には巡洋艦ガリバルディおよびエウジェニオ・ディ・サヴォイアとともに「V5」交通作戦（リビアに4隻の高速船を送るもの）に参加した。
3月22日の朝の3時、駆逐艦シロッコとともにターラントを出航し、第2次シルテ湾海戦に参加したイタリア艦隊に合流したが（艦隊の他艦は3時間前に出航していたが、ジェニエーレとシロッコは故障のために出発が遅れた）、作戦行動に参加する時間はなかった。22日1841時に悪天候の中で帰還が開始されたが、シロッコが故障に見舞われ、2045時左舷機関が故障したため14ノットまで速度を下げざるを得ず（23時には20ノットに回復した）、23日0007時には別の故障でわずか7ノットで航行せざるを得なくなり、荒れた海に屈し始めた。。ジェニエーレの指揮官は、他艦の不安定な状況から、0412時にターラントにかえて最も近いアウグスタに目的地を変更するように進言し、肯定的な回答を受け取った。7時にジェニエーレがシロッコが困難な状況にあり、遠ざかっているのを目撃したと報告したが、これは見間違いであり、シロッコは最後の機関停止からわずか6分後の0545時にはすでに沈没していた（シロッコの乗員のうち、生存者はわずか2名しかいなかった）。シロッコが行方不明になってから、1007時にジェニエーレはランチエーレを救助するために派遣されたが、ランチエーレは嵐の猛威のによって沈没し、ジェニエーレは沈没に巻き込まれることを避けるために救助を断念せざるを得ず、ランチエーレのほぼ全ての乗員が死亡し、生存者はわずか15名だった。
1942年にはさらに2門の20mm単装機関砲を搭載した。
8月中旬の戦い中の8月11日から12日にかけての夜間、すでに航空機、潜水艦および魚雷艇によって損害を受けたイギリスの「ペデスタル」船団を攻撃して殲滅することを目標として、第3巡洋艦分隊（トリエステ、ゴリツィアおよぼボルツァーノ）と第7巡洋艦分隊（エウジェニオ・ディ・サヴォイア、アッタンドーロおよびモンテクッコリ）および駆逐艦9隻とともに出航したが、編隊は敵の攻撃を警戒して帰還を命じられ、帰投中の8月13日に英潜水艦アンブロークンによる魚雷攻撃でボルツァーノが深刻なダメージを受けた。アヴィエーレとジェニエーレは炎の中でボルツァーノを曳航し、パナレアの近くで座礁させた。
同年10月17日にアヴィエーレおよびカミチア・ネラとともに内燃機船アンカラを護衛するためにコルフ島を出航し、船団は水雷艇オルサおよびアレテューサに護衛された内燃機船モンジネヴロ（ブリンディジから出航）と合流し、駆逐艦アルピーノで補強され、航海の終わりに向けて船団を分割し、他船がトブルクに向かった間に、アヴィエーレ、モンジネヴロ、ジェニエーレ、カミチア・ネーラがベンガジで追いついた。
11月には近代的な内燃機船フォスコロをスダおよびベンガジに護衛した。
1943年3月1日に他の艦艇とともにパレルモの乾ドックに入渠していた。1330時に米第12空軍の爆撃機が都市を目標として侵入し、この攻撃中の1430時にジェニエーレには5発の爆弾が命中し、船体に複数の損傷を受け、ドックの閘門も破壊されて浸水させた。駆逐艦はドックから滑り出し、その過程で水を被り、1時間以内にジェニエーレは右舷を下にして着底して船体の左舷側と上部構造の一部だけが水面上に露出していた。
イタリアの降伏後、船体は解体のために回収された。
1944年4月、再び浮くように修復され、トーラントに向けて曳航されたが、この最中に水漏れが再発して曳航ケーブルが切断され、ジェニエーレはスプリーコ岬（カラブリア州）の数マイル沖で再び沈没した。
沈没船は水深37m（一番浅い部分は29m）に右舷を下にして船首を南に向けて横たわっていた。

### 艦長
テミストクル・ダロージャ中佐（1899年3月1日、ペンシリスのサン・マルティーノ生まれ）（1938年12月15日 - 1940年）
ジョバンニ・ボネッティ中佐（1989年7月6日、ピエトラサンサ生まれ）（1940年6月10日 - 1941年5月31日）
フランチェスコ・バシリーニ中佐（1901年10月26日、ミラノ生まれ）（1941年6月1日 - 1942年6月）
フェルディナンド・カラファ・ダンドリア中佐（1898年8月2日、ナポリ生まれ）（1942年6月に一時的に）
マルコ・ノタルバルトーロ・ディ・スキアーラ中佐（1942年6月6日 - 1943年3月1日）